# Notochthiphila miniseta
Notochthiphila miniseta är en tvåvingeart som beskrevs av Tanasijtshuk 1996. Notochthiphila miniseta ingår i släktet Notochthiphila och familjen markflugor. Inga underarter finns listade i Catalogue of Life.